# Пакс, Фердинанд Альбин
Фердинанд Албин Пакс (нем. Ferdinand Albin Pax, 26 июля 1858, Двур-Кралове, Богемия — 1 марта 1942, Вроцлав) — немецкий ботаник.
Пакс был директором ботанического сада во Вроцлаве, профессором ботаники и зоологии Технического университета Вроцлава (Technical University of Wroclaw).
Основной научный вклад связан с семейством растений Гвоздичные.

## Научные работы
- Pax F. Caryophylleae // A. Engler, K. Prantl. Die natürlichen Pflanzenfamilien. Leipzig. 1889. Teil. 3, abt. 1b.
- Allgemeine Morphologie der Pflanzen mit besonderer Berücksichtigung der Blüthenmorphologie (Stuttgart, 1890)
- Lehrer durch den Königlichen botanischen Garten der Universität Breslau (Breslau, 1895)
- Schlesiens Pflanzenwelt (Jena, 1915).
- Pflanzengeographie von Polen (Berlin, 1918)
- Pflanzengeographie von Rumänien (Halle, 1920)
- Die Tierwelt Schlesiens (Jena, 1921)
- Bibliographie der schlesischen Botanik (Breslau, 1929—1930)

### Некоторые таксоны, описанные Паксом
Пакс и Кэт Гофман описали большое число новых ботанических видов в работе «natürliche Pflanzenfamilien» (Естественные семейства растений) Engler:
- Annesijoa novoguineensis Pax et K.Hoffm.
- Montia calycina Pax et K.Hoffm. [ syn. Neopaxia calycina Heenan[1][2]]
- Acalipha urophylla Pax [ syn. Acalipha paxii J.B.Palacký]